# 塞第米亞納門

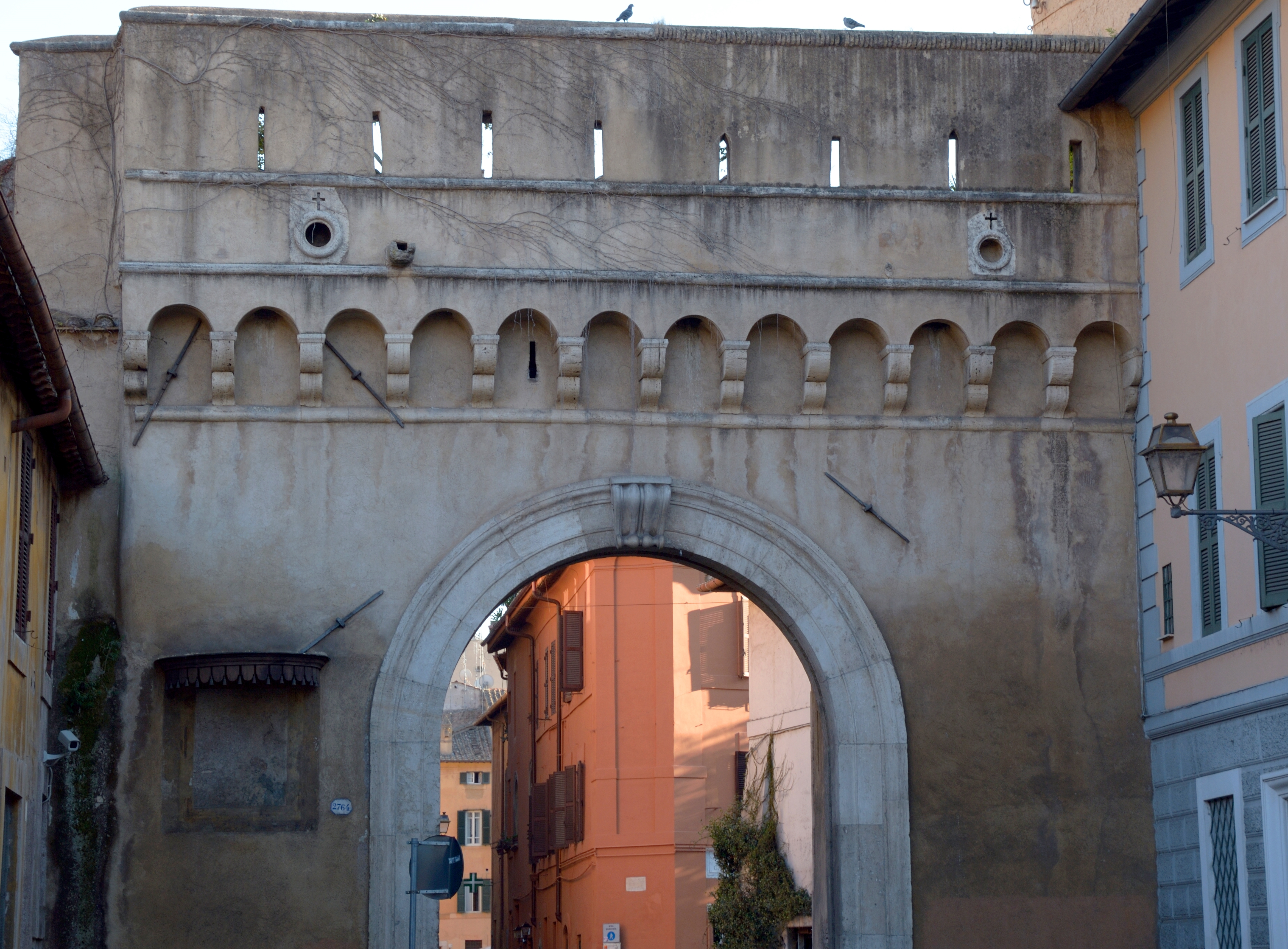

塞第米亞納門（Porta Settimiana）是羅馬奧勒良城牆的城門之一。這座城門是倫加拉街的起點。